# Aanvullende douanerechten
Aanvullende douanerechten zijn rechten bij invoer van goederen die kunnen worden genomen bij een plotse toename van de invoer of als een reactiemaatregel op een handelsgeschil met een derde land. Een aanvullende douanerecht wordt beschouwd als een vrijwaringsmaatregel.
Deze rechten zijn op dit moment van toepassing op de invoer van onder andere bepaalde staalproducten uit de Verenigde Staten. Door de wereldwijde overcapaciteit en de handelsbeschermingsmaatregelen van derde landen wil de Europese Unie hiermee de staalindustrie beschermen. Een voorbeeld hiervan is dat op motorrijwielen uit de VS in bepaalde gevallen een aanvullend recht van 25% wordt aangerekend.